# Saison NBA 1965-1966
Navigation
Saison 1964-1965 Saison 1966-1967
La saison NBA 1965-1966 est la 17e saison de la NBA (la 20e en comptant les trois saisons de BAA). Elle se termine sur la victoire des Celtics de Boston face aux Los Angeles Lakers 4 victoires à 3 lors des Finales NBA. C'est le 8e titre consécutif des Celtics.

## Faits notables
- Le All-Star Game 1966 s'est déroulé au Cincinnati Gardens, à Cincinnati, où les All-Star de l'Est ont battu les All-Star de l'Ouest 137-94. Adrian Smith (Cincinnati Royals) a été élu Most Valuable Player.
- Wilt Chamberlain remporte son 7e titre consécutifs de meilleur marqueur NBA (ce record tiendra jusqu'à ce que Michael Jordan l'égalise en 1993), il égalise aussi Bill Russell avec un cinquième titre de meilleur rebondeur NBA.

## Classement final
| Champion de division | Qualifié pour les playoffs | Éliminé des playoffs |

| Division Est          | V  | D  | PCT  | GB |
| --------------------- | -- | -- | ---- | -- |
| 76ers de Philadelphie | 55 | 25 | 68.8 | -  |
| Celtics de Boston C   | 54 | 26 | 67.5 | 1  |
| Royals de Cincinnati  | 45 | 35 | 56.3 | 10 |
| Knicks de New York    | 30 | 50 | 37.5 | 25 |

| Division Ouest            | V  | D  | PCT  | GB |
| ------------------------- | -- | -- | ---- | -- |
| Lakers de Los Angeles     | 45 | 35 | 56.3 | -  |
| Bullets de Baltimore      | 38 | 42 | 47.5 | 7  |
| Hawks de Saint-Louis      | 36 | 44 | 45.0 | 9  |
| Warriors de San Francisco | 35 | 45 | 43.8 | 10 |
| Pistons de Détroit        | 22 | 58 | 27.5 | 23 |

C - Champions NBA

## Play-offs
|  | Demi-finales de Division | Demi-finales de Division | Demi-finales de Division |                       |   | Finales de Division | Finales de Division | Finales de Division |  |  | Finales NBA | Finales NBA       | Finales NBA |
|  |                          |                          |                          |                       |   |                     |                     |                     |  |  |             |                   |             |
|  |                          |                          |                          |                       |   |                     |                     |                     |  |  |             |                   |             |
|  |                          | 1                        | 76ers de Philadelphie    | 1                     |   |                     |                     |                     |  |  |             |                   |             |
|  | Division Est             | 1                        | 76ers de Philadelphie    | 1                     |   |                     |                     |                     |  |  |             |                   |             |
|  |                          |                          | 2                        | Celtics de Boston     | 4 |                     |                     |                     |  |  |             |                   |             |
|  | 3                        | Royals de Cincinnati     | 2                        | Celtics de Boston     | 4 | 2                   |                     |                     |  |  |             |                   |             |
|  | 3                        | Royals de Cincinnati     |                          |                       |   | 2                   |                     |                     |  |  |             |                   |             |
|  | 2                        | Celtics de Boston        | 3                        |                       |   |                     |                     |                     |  |  |             |                   |             |
|  |                          |                          |                          |                       |   |                     |                     |                     |  |  | E2          | Celtics de Boston | 4           |
|  |                          |                          | O1                       | Lakers de Los Angeles | 3 |                     |                     |                     |  |  |             |                   |             |
|  |                          |                          |                          |                       |   |                     |                     |                     |  |  |             |                   |             |
|  |                          |                          |                          |                       |   |                     |                     |                     |  |  |             |                   |             |
|  |                          | 1                        | Lakers de Los Angeles    | 4                     |   |                     |                     |                     |  |  |             |                   |             |
|  | Division Ouest           | 1                        | Lakers de Los Angeles    | 4                     |   |                     |                     |                     |  |  |             |                   |             |
|  |                          |                          | 3                        | Hawks de Saint-Louis  | 3 |                     |                     |                     |  |  |             |                   |             |
|  | 3                        | Hawks de Saint-Louis     | 3                        | Hawks de Saint-Louis  | 3 | 3                   |                     |                     |  |  |             |                   |             |
|  | 3                        | Hawks de Saint-Louis     |                          |                       |   | 3                   |                     |                     |  |  |             |                   |             |
|  | 2                        | Bullets de Baltimore     | 0                        |                       |   |                     |                     |                     |  |  |             |                   |             |

## Leaders de la saison régulière
| Catégorie                  | Joueur           | Équipe             | Statistique |
| -------------------------- | ---------------- | ------------------ | ----------- |
| Points par match           | Wilt Chamberlain | Philadelphia 76ers | 33.5        |
| Rebonds par match          | Wilt Chamberlain | Philadelphia 76ers | 24.6        |
| Passes décisives par match | Oscar Robertson  | Cincinnati Royals  | 11.1        |
| % à 2 points               | Wilt Chamberlain | Philadelphia 76ers | 54.0        |
| % aux lancers francs       | Larry Siegfried  | Celtics de Boston  | 88.1        |

## Récompenses individuelles
- NBA Most Valuable Player : Wilt Chamberlain, Philadelphia 76ers
- NBA Rookie of the Year : Rick Barry, San Francisco Warriors
- NBA Coach of the Year : Dolph Schayes, Philadelphia 76ers

- All-NBA First Team :
  - Rick Barry, San Francisco Warriors
  - Jerry Lucas, Cincinnati Royals
  - Wilt Chamberlain, Philadelphia 76ers
  - Oscar Robertson, Cincinnati Royals
  - Jerry West, Los Angeles Lakers

- All-NBA Second Team
  - John Havlicek, Celtics de Boston
  - Gus Johnson, Baltimore Bullets
  - Bill Russell, Celtics de Boston
  - Sam Jones, Celtics de Boston
  - Hal Greer, Philadelphia 76ers

- NBA All-Rookie Team :
  - Tom Van Arsdale, Detroit Pistons
  - Rick Barry, San Francisco Warriors
  - Dick Van Arsdale, Knicks de New York
  - Billy Cunningham, Philadelphia 76ers
  - Fred Hetzel, San Francisco Warriors